# I Think We’re Alone Now (2018)
I Think We’re Alone Now (englisch für „Ich denke, wir sind jetzt alleine“) ist ein US-amerikanisches Science-Fiction-Filmdrama von Reed Morano, das am 21. Januar 2018 im Rahmen des Sundance Film Festivals erstmals gezeigt wurde.

## Handlung
Die Apokalypse erweist sich als ein Segen für den Einsiedler Del, der mit der Gesellschaft anderer nicht viel anfangen kann. Endlich ist sein Wunsch in Erfüllung gegangen, und alle Menschen außer ihm werden durch einen mysteriösen Vorfall ausgelöscht. So muss er nie wieder Umgang mit anderen Menschen pflegen, glaubt Del, bis mit Grace eine zweite Überlebende auf der Bildfläche erscheint und sein einsames Leben mit unerwünschter Gesellschaft bedroht.

## Produktion
I Think We’re Alone Now landete 2016 auf der jährlich von Hollywood-Filmproduzenten herausgegebenen Black List der beliebtesten unverfilmten Drehbücher. Regie führte Reed Morano.
Peter Dinklage und Elle Fanning übernahmen die Rollen der beiden Überlebenden Del und Grace.
Die Dreharbeiten fanden in New York statt sowie in den Städten Hastings-on-Hudson und Haverstraw.
Der Film feierte am 21. Januar 2018 im Rahmen des Sundance Film Festivals seine Premiere und soll am 21. September 2018 in die US-Kinos kommen. Im Oktober 2018 soll er im Rahmen der offiziellen Auswahl beim Sitges Film Festival gezeigt werden.

## Rezeption

### Kritiken
Der Film erhielt von den bislang 41 Kritikern bei Rotten Tomatoes zu 63 Prozent positive Bewertungen mit einem durchschnittlichen Wert von 6,3/10.
Adam Chitwood von Collider meint, die gelungenen Performances von Peter Dinklage und Elle Fanning in Verbindung mit einem selbstbewussten Morano hinter der Kamera sorgten für einen faszinierenden Einstieg in das post-apokalyptische Genre.

### Auszeichnungen
Sundance Film Festival 2018
- Nominierung für den Grand Jury Prize im U.S. Dramatic Competition (Reed Morano)
- Auszeichnung mit dem U.S. Dramatic Special Jury Award for Excellence in Filmmaking[8]